# Skólkovo (óblast de Moscou)

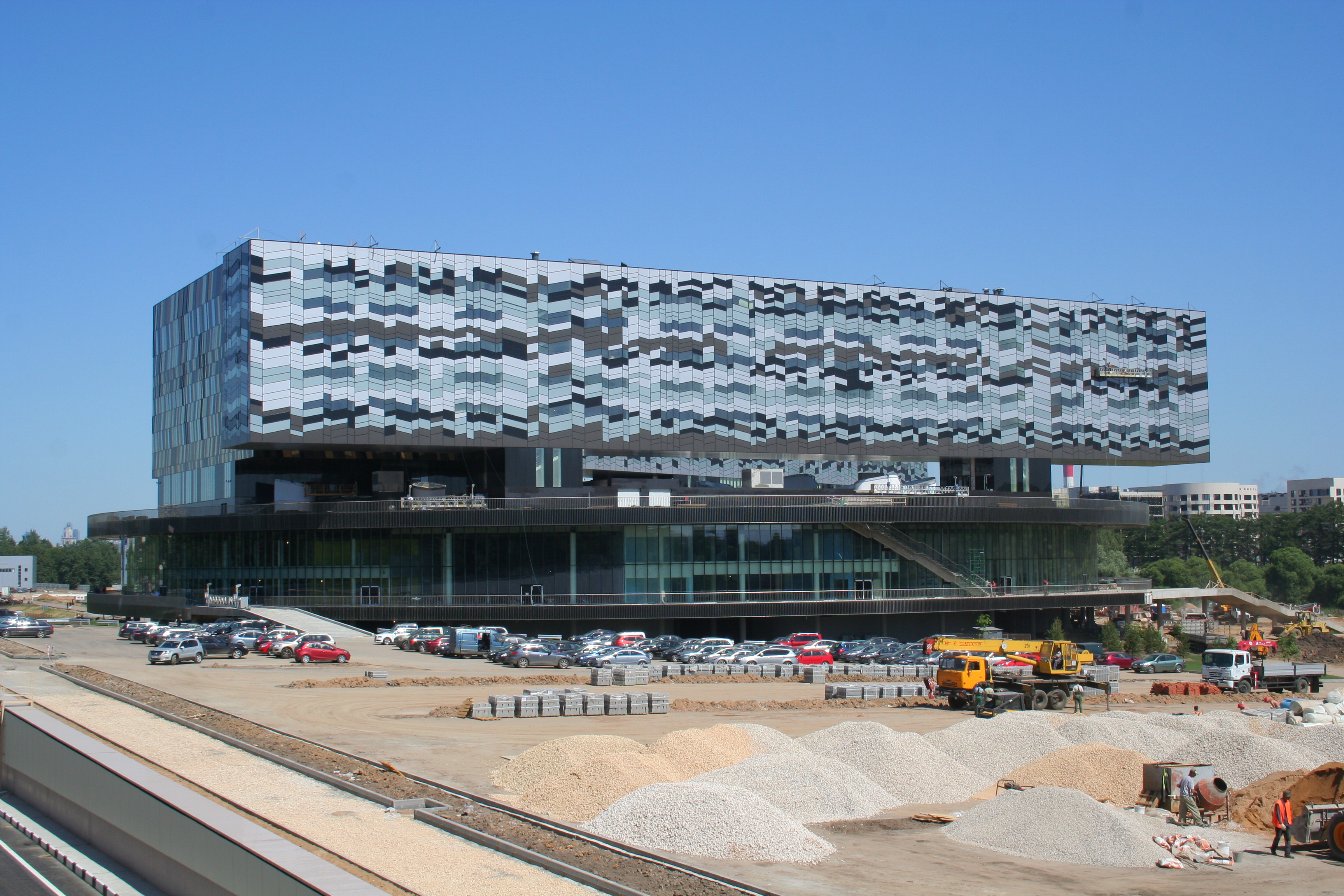
L'Escola de Direcció de Skólkovo, en construcció

Skólkovo (en rus: Ско́лково), és una localitat al districte d'Odintsovski, óblast de Moscou, Rússia, situada a 2 km a l'oest de la ronda de Moscou prop del riu Setun. La seva població estimada (el 2005) era de 325 habitants.
Hi ha constància de l'existència de la vila des del segle xvi. El 1862, a la vila hi havia 23 focs, amb un total de 226 persones (104 homes i 112 dones).
El març de 2010, el President de Rússia Dmitri Medvédev va anunciar els plans per crear el Centre d'Innovació de Skólkovo — un modern complex tecnològic per encoratjar la recerca i innovació científica. La construcció del centre va començar a Skólkovo el 2011. A més a més, hi ha un altre gran projecte en marxa prop de Skólkovo, la construcció de l'Escola de Direcció.